# Cleaning in Place
Der Begriff Cleaning in Place (CIP) bzw. ortsgebundene Reinigung bezeichnet ein Verfahren zur Reinigung verfahrenstechnischer Anlagen (z. B. pharmazeutischer Produktionsanlagen, Bio-Anlagen).

## Verfahren
Bei dem Reinigungsverfahren wird definitionsgemäß die Anlage ohne wesentliche Demontage auf den produktberührten Flächen gereinigt. Durch exakte Definition von Reinigungsmitteln, Drücken, Temperaturen und Zeiten wird ein reproduzierbarer Prozess festgelegt.
Cleaning in Place wurde ursprünglich für die Nahrungsmittel- und Milchprodukteindustrie entwickelt.

## Ablauf der ortsgebundenen Reinigung
Üblicherweise werden hierzu Spülverfahren und das Auskochen von Anlagen angewandt.
Ablauf einer CIP in der Lebensmittelindustrie:
- Vorspülen, um grobe Verschmutzungen zu entfernen
- Reinigen mit einem alkalischen Mittel (evtl. mit Additiven zur besseren Inschwebehaltung der Schmutzteilchen)
- Reinigungsmittel ausspülen mit Wasser
- Absäuren zur Entfernung von Kalkablagerungen und Laugestein
- Säure ausspülen
- Desinfektion zur Abtötung der vegetativen Mikroorganismen
- Desinfektionsmittel ausspülen, z. B. mit Reinstwasser

Desinfektion und Absäuern können auch in einem Schritt erfolgen.

## Pharmazeutische Industrie
In der pharmazeutischen Industrie bezeichnet CiP einen validierten Reinigungsprozess. Die Validierung eines Reinigungsprozesses kann mitunter sehr aufwendig sein (in etwa den Validierungsaufwand wie für die eigentliche Prozessvalidierung).
Zur Entwicklung von Reinigungsprozessen ist es wichtig, die Eigenschaften der Hilfs- und Wirkstoffe zu kennen, um eine entsprechende Reinigungsmittelauswahl zu treffen. Mitunter kann die falsche Auswahl eines Reinigungsmittels die Reinigungszeiten deutlich verlängern.
Modellhaft können Reinigungsprozeduren mit dem Sinnerschen Kreis (Chemie, Zeit, mechanische Energie, Temperatur) beschrieben werden.
Ablauf eines Reinigungsprozesses in der pharmazeutischen Industrie:
- Vorspülen mit kaltem Leitungswasser (Verhindern des Quellens von Hilfsstoffen)
- Waschgang mit Reinigungsmittel und höherer Temperatur
- Nachspülen mit Leitungswasser (zum Entfernen von Tensiden)
- Nachspülen mit Aqua purificata (spart einen Desinfektionsschritt und verhindert Kalkablagerungen)